# 弥富市観光協会
弥富市観光協会（やとみしかんこうきょうかい）は、愛知県弥富市の観光協会。

## 組織
弥富市の宣伝活動や観光情報提供等を行っており、弥富市商工観光課内に事務局がある。弥富市を含む海部地域（津島市・愛西市・あま市・大治町・蟹江町・飛島村）で構成される海部地域観光ネットワーク協議会に加盟している。また、弥富市は木曽三川下流地区広域観光連携協議会に参画している。

## きんちゃん
きんちゃんは弥富市のキャラクターで8（や）・10（と）・3（み）にあたる平成8年（1996年）10月3日に誕生した。「およげ!たいやきくん」でキャラクター制作を担当した田島司のデザインで金魚（弥富金魚）をモチーフにしている。名称は一般公募。弥富市観光協会では「きんちゃんグッズ」の商品化を行っている。

## ミス弥富
地元のPR役として「ミス弥富金魚」と「ミス弥富」のコンテストを主催していたが2022年にこれらのコンテストは廃止した。